# جواز سفر رواندي
جواز السفر الرواندي هو وثيقة رسمية تصدر لمواطني رواندا، للسفر الدولي.
اعتبارًا من 1 يناير 2021 كان المواطنون الروانديون يتمتعون بإمكانية الدخول إلى 62 دولة وإقليمًا بدون تأشيرة أو تأشيرة عند الوصول، مما جعل جواز السفر الرواندي يحتل المرتبة 76 من حيث حرية السفر وفقًا لمؤشر هينلي لجوازات السفر.